# جون بيكر (لاعب كرة قاعدة)
جون بيكر (بالإنجليزية: John Baker)‏ هو لاعب كرة قاعدة أمريكي، ولد في 20 يناير 1981 في ألاميدا في الولايات المتحدة.

## وصلات خارجية
- جون بيكر على موقع دوري كرة القاعدة الرئيسي (الإنجليزية)
- جون بيكر على موقعبيزبول رفرنس.كوم (الدوري الرئيسي) (الإنجليزية)
- جون بيكر على موقعبيزبول رفرنس.كوم (الدوري الثانوي) (الإنجليزية)
- جون بيكر على موقع إي إس بي إن.كوم (أم.أل.بي) (الإنجليزية)
- جون بيكر على موقع مشجعي الرسوم البيانية (الإنجليزية)